# Ути-дэси
Ути-дэси (яп. 内弟子) — в Японии ученик, живущий в доме учителя (сэнсэя) или при додзё.
Институт ути-дэси был распространён в различных сферах жизни японского общества (кабуки, ракуго, сёги, го, сумо и других боевых искусствах) и, отчасти, до сих пор продолжает сохраняться в некоторых из них.
Обязанности ути-дэси — кроме прохождения обучения — в разных случаях могли отличаться, но чаще всего в них входило выполнение всех дел по дому (уборка, стирка вещей своего сэнсэя и так далее). Фактически, такой ученик 24 часа в сутки 7 дней в неделю сопровождал своего учителя и выполнял функции личного слуги. Сэнсэй же, помимо обучения, в большинстве случаев также обеспечивал своего ути-дэси питанием и одеждой.
Ученики, жившие вне дома учителя или додзё, имели другое название — сото-дэси (яп. 外弟子). Но сейчас ути-дэси могут называть даже ученика, который не живёт в самом доме учителя или в додзё, но выполняет обязанности ути-дэси в полном объёме (чтобы отличить его от ученика, который просто посещает занятия по расписанию).
В отличие от имевшей в прошлые века практики бесплатной работы, в настоящее время ути-дэси могут получать небольшую оплату за свой труд.
Годзо Сиода считал обучение в качестве ути-дэси лучшим способом подготовки для человека, занимающегося будо, необходимым этапом сюгё (яп. 修行), поскольку, в дополнение к большим физическим нагрузкам, от ути-дэси требовалось постоянно быть начеку и предугадывать намерения своего сэнсэя, что также развивало внимание и реакцию.